# Sarkophag von Altıkulaç

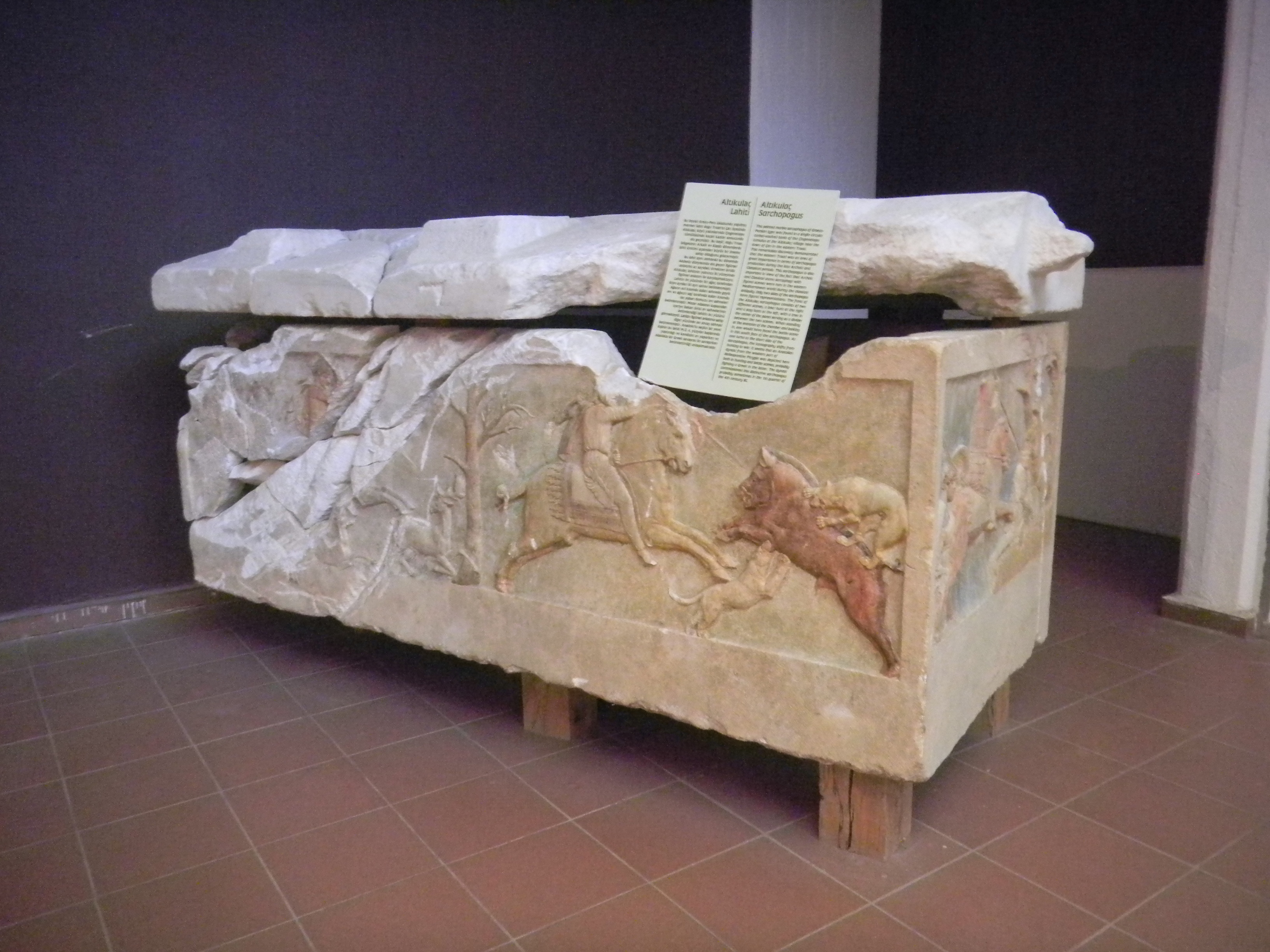
Der Sarkophag von Altıkulaç

Der Sarkophag von Altıkulaç (auch als Sarkophag von Çan bezeichnet) wurde 1998 bei Raubgrabungen in einer Grabkammer innerhalb eines Tumulus beim Dorf Altıkulaç, etwa 10 km von Çan in der nördlichen Troas gelegen, gefunden. Er datiert in das erste Viertel des 4. Jahrhunderts v. Chr. Der hier Bestattete war wahrscheinlich ein wohlhabender Landbesitzer, der in dieser Region unter persischer Herrschaft lebte.

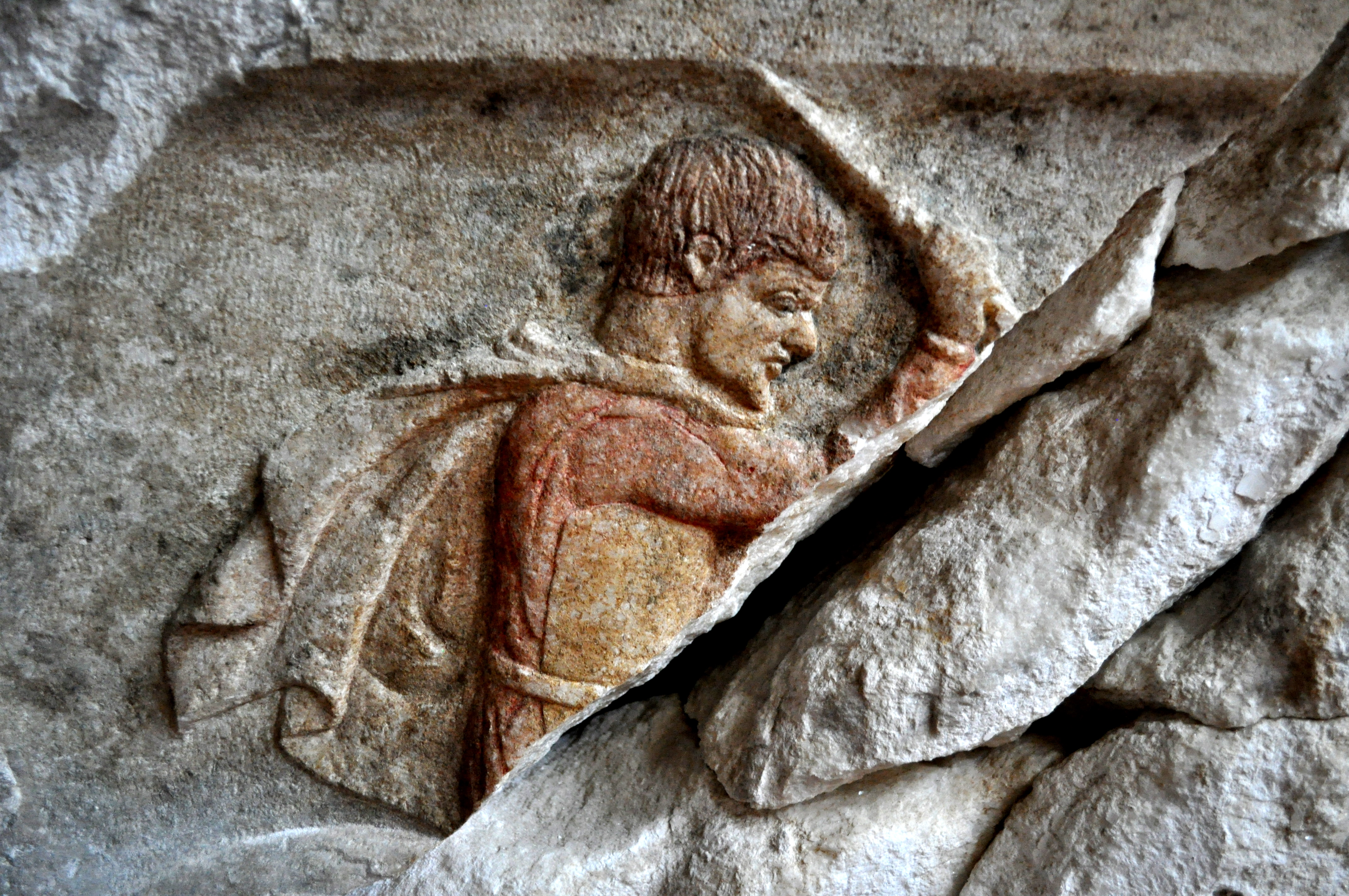
Der Jäger bei der Hirschjagd

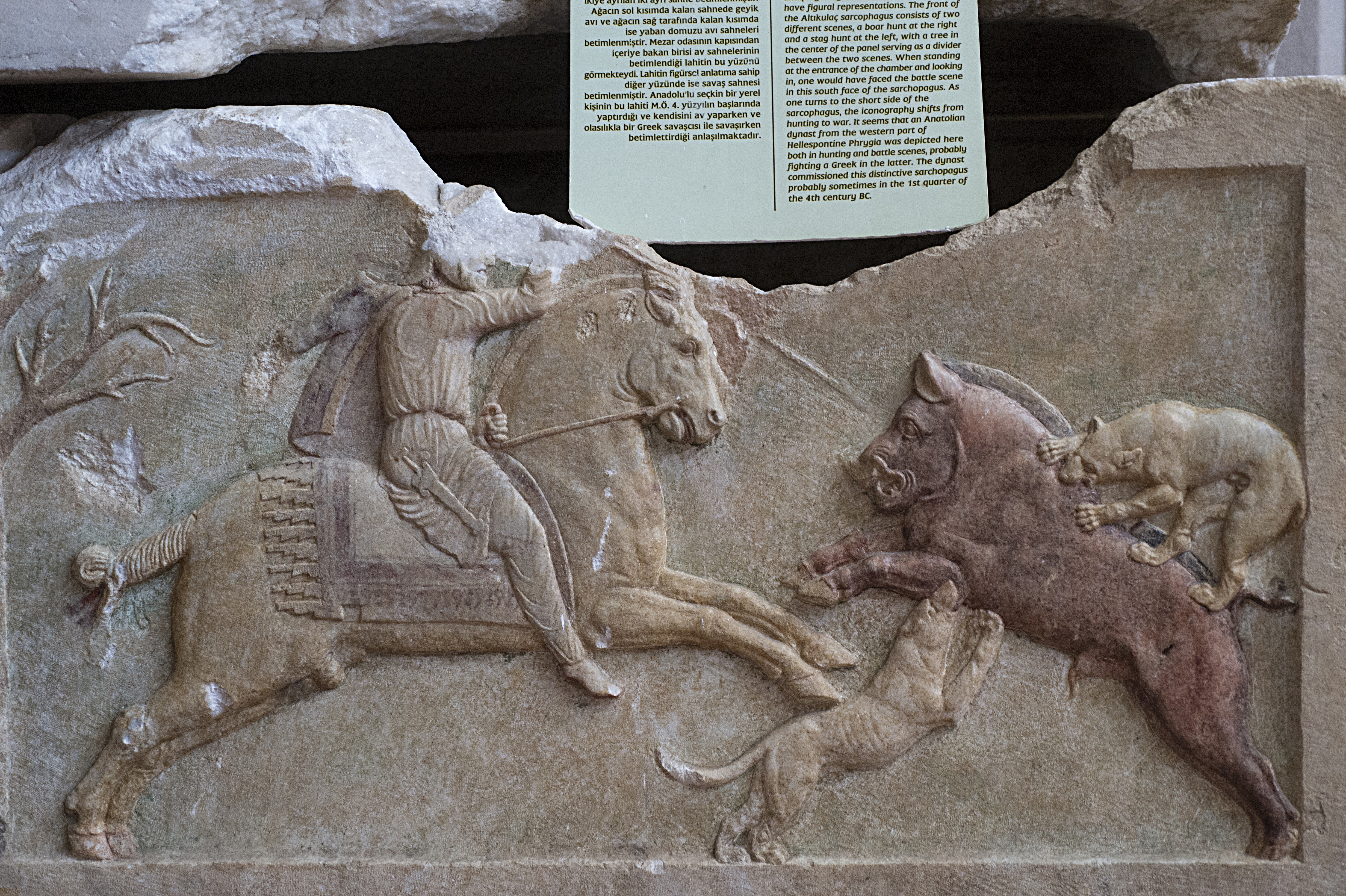
Die Wildschweinjagd

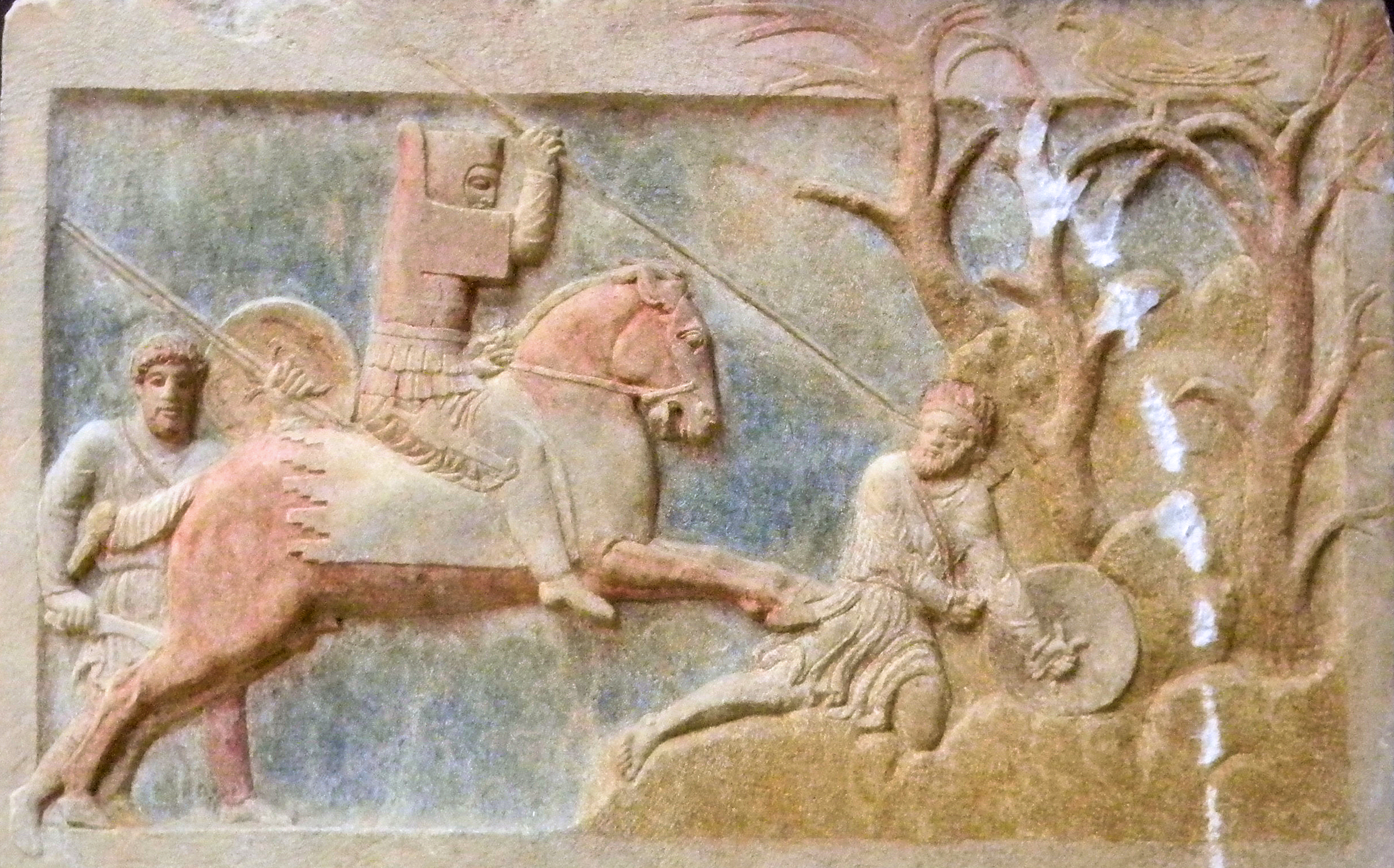
Schlachtszene auf der Schmalseite

## Fundumstände
Moderne Grabräuber hatten die Kammer gefunden. Es bleibt unbekannt, was sie genau vorfanden. In der Grabkammer stand der Sarkophag, der stark beschädigt wurde. Die Räuber erkannten den Wert des Sarkophages, zogen ihn aus der Grabkammer und transportierten ihn etwa 5 km nach Norden, wo sie ihn aus unbekannten Gründen liegen ließen. Der Sarkophag gelangte daraufhin in das Archäologische Museum Çanakkale und nach der Schließung des Museums 2018 in das Troya Müzesi.
Der Sarkophag stammt aus einer Grabkammer, die wiederum in einem Tumulus lag. Wahrscheinlich schon in römischer Zeit ist die Grabkammer beraubt und beschädigt worden. In byzantinischer Zeit wurde der Grabhügel als Friedhof genutzt und byzantinische Gräber schnitten in die Grabkammer. Reste des Skeletts des im Sarkophag begrabenen Toten konnten untersucht werden. Es handelt sich um die Reste eines Mannes, der im Alter von 25 bis 28 Jahre starb. Er war zwischen 170 und 175 cm groß und wohl genährt. Seine Todesursache war wahrscheinlich der Sturz aus einer gewissen Höhe. Der linke Oberarm war gebrochen, der linke Unterarm zeigte keine Verletzungen. Es wird vermutet, dass der Mann im Kampf vom Pferd stürzte und seinen Verletzungen erlag. Teile der Reliefdekoration mögen darauf Bezug nehmen.

## Beschreibung
Der Sarkophag, von dem nur der Kasten erhalten ist, ist 2,41 m lang, 0,95 m breit und 0,85 m hoch. Zwei Seiten sind mit flachem Relief dekoriert. Es handelt sich um die Frontseite und eine Schmalseite (vielleicht das Kopfende). Bemerkenswert ist die gut erhaltene Bemalung.
Die Frontseite zeigt zwei Jagdszenen, die durch einen Baum getrennt sind. Die Szene auf der linken Seite ist stark beschädigt. Auf der linken Seite sieht man die Reste einer Hirschjagd. Es waren zwei Reiter dargestellt, die mit Speeren zwei Hirsche jagen. Der Hintergrund der Szene ist dunkelblau. Die Jäger sind im Profil dargestellt, jedoch ist nur einer erhalten. Auf der rechten Seite sieht man die Jagd auf ein Wildschwein. Links sieht man den Jäger auf einem Pferd, das Gesicht wiederum im Profil dargestellt (das eigentliche Gesicht ist zerstört). Vor ihm sieht man ein Wildschwein und zwei Hunde, die das Tier angreifen.
Auf der Schmalseite findet man eine Schlachtszene. Hier sieht man einen persischen Reiter, der einen Mann in griechischer Kleidung angreift, der sich wiederum in einem Wald, angedeutet durch Bäume, befindet. Hinter dem Reiter, ganz links, sieht man einen einzelnen Soldaten mit Schild und Schwert. Die Szene mag biografischen Charakter haben und sich auf die Todesumstände des hier Bestatteten beziehen. In der Darstellung auf dem Sarkophag ist der Bestattete der Sieger, in der Realität war er jedoch der Verlierer und verlor sein Leben.